# Joan Muntaner i Roig
Joan Muntaner i Roig, de vegades esmentat com Muntané, (L'Havana, 2 de febrer de 1917 - Barcelona, 31 de juliol de 2000) fou un futbolista cubà-català de les dècades de 1930 i 1940.

## Trajectòria
Va néixer a l'Havana però de jove es traslladà al barri de Gràcia, on es formà futbolísticament. Jugà al FC Gràcia l'any 1933. Més tard passà al CE Europa, on l'any 1936 ascendí de la categoria amateur a la Primera Regional. Finalitzada la Guerra Civil, ingressà al FC Barcelona, on jugà una temporada a primera divisió amb 9 parits jugats. Fou cedit al Deportivo de La Coruña, perquè fou destinat a la ciutat gallega per a realitzar el servei militar. Amb el club gallec ascendí de Segona a Primera, i continuà quatre temporades més a la màxima categoria, fins al 1945. Posteriorment jugà al CF Igualada i a la UE Sants.